# Amparo Torreblanca
Amparo Torreblanca Tamarit (Valencia, España, 27 de febrero de 1962) es una bióloga y catedrática española . Sus trabajos más importantes se basan en los efectos de los metales pesados tóxicos en seres vivos y en el estudio de la metalotioneína como biomarcador de estrés ambiental.

## Trayectoria
En 1980 comenzó la licenciatura de biología en la Universidad de Valencia, especializándose más tarde en la rama fundamental. En 5.º curso (1984-1985) obtuvo una beca de colaboración del Ministerio de Educación y Ciencia con la que formó parte del equipo de investigación del biólogo Javier Díaz Mayans en el departamento de fisiología animal de la Universidad de Valencia, estudiando la presencia de metales pesados en aguas de la albufera y marinas, así como la búsqueda de biomarcadores para detectar la intoxicación por metales en invertebrados marinos. Durante la beca de colaboración comenzó a trabajar en su tesis de licenciatura. En 1985 finalizó la licenciatura y continuó con el trabajo de la tesis de licenciatura, en la cual estudió los efectos de la contaminación metálica en el cangrejo rojo americano (Procambarus clarkii), concluyéndola y defendiéndola en 1986 obteniendo así el grado de licenciatura de ciencias biológicas. Siguió su línea de investigación comenzada en la tesis de licenciatura y con la concesión de una beca de formación de personal investigador por parte de la Generalidad Valenciana, comenzó su tesis doctoral en la cual investigó sobre indicadores de estrés ambiental en P. clarkii, se publicó en 1989 y obtuvo la calificación máxima cum laude, por la que se le concedió el título de doctora y el premio extraordinario de doctorado.
Cuando era doctora, en octubre de 1989 se trasladó a Toronto para iniciar una estancia posdoctoral en el departamento de investigación bioquímica del Hospital para niños, Hospital for Sick Children de la Universidad de Toronto, en el equipo del Dr. Bibudhendra Sarkar. Allí aplicó sus conocimientos sobre los metales pesados para estudiar la interacción entre el metabolismo del cadmio y el cinc, utilizando los trofoblastos de placenta humana como objeto de estudio y trabajó en un departamento experto en proteínas. Allí tuvo oportunidad de trabajar en proteómica, investigando sobre la metabolización de los metales se le prestó atención a la metalotioneína, proteína partícipe del metabolismo de metales, la cual A.Torreblanca pretendía utilizar como biomarcador en invertebrados en investigaciones anteriores, pero esta proteína tenía como inconveniente la dificultad para ser cuantificada y esto limitaba su uso. Durante este período tuvo oportunidad de utilizar un método efectivo de cuantificación de la metalotioneína, que más tarde modificaron y se pudo emplear en invertebrados.
Tras su regreso de Toronto, solicitó la reincorporación en la Universidad de Valencia como ayudante en el departamento de biología animal, pero no fue hasta 1994 cuando paso a ocupar dicha plaza.
En paralelo a esto y debido a estudios anteriores en Artemia, trabajó con el Dr. Francisco Amat del Instituto de acuicultura de Torre de la Sal(CSIC), experto en el género Artemia para documentar el metabolismo y toxicidad de los metales de 1995 a 1997.Una vez finalizado el estudio, A. Torreblanca inició una nueva línea de investigación en ecofisiología y ecotoxicología.
En 1997 consiguió la plaza de profesora titular en el área biología animal mediante oposición, desde entonces pasó a combinar la investigación con la docencia.
A finales de los 90, con la llegada de las técnicas ómicas, se abrieron nuevos campos de trabajo, en ese momento A. Torreblanca ayudó a impulsar el servicio de proteómica de la Universidad de Valencia.
Tras la remodelación de los departamentos y la desaparición del área biología animal, pasó a formar parte del departamento de fisiología.
Entre los años 2000 y 2001 fue partícipe de un proyecto cuyo objetivo era la búsqueda de biomarcadores útiles para medir el impacto del cambio climático en peces, para esto se analizaron diferentes tejidos y órganos de ejemplares de dorada y anguila, mantenidos a diferentes condiciones de temperatura y salinidad.
En 2002 comenzó un proyecto mediante el cual se estudió los efectos del cambio climático en el proteoma de peces.
Posteriormente, en 2006, tuvo oportunidad de continuar con la ecofisiología comparada de animales acuáticos, iniciada con los estudios en Artemia, con el objetivo de la caracterización proteómica de tres poblaciones del mejillón Bathymodiolus azoricus, una de las especies más representativas de las fumarolas hidrotermales.
El último proyecto dentro de esta línea de investigación tuvo como objeto la caracterización ecofisiológica de las poblaciones de mejillón cebra (Dreissena polymorpha) en España con el objetivo de analizar la especie para poder controlarla ya que se trata de una especie invasora, este finalizó en 2011.
Desde 2011 ostenta el título de catedrática y lo ejerce en la Universidad de Valencia.

### Actualidad
Hoy en día Amparo Torreblanca "trabaja" como catedrática en la Universidad de Valencia, en el departamento de biología funcional y antropología física. Compaginando investigación y docencia. En investigación está inmersa en un proyecto para sintetizar insecticidas sostenibles a base de nanopartículas.
Y en docencia da clase en 3 grados y 2 másteres, estos son:
- Grado en Biología[10]
- Grado en Ciencias Ambientales[11]
- Grado en Enfermería[12]
- Máster Universitario en Contaminación, Toxicología y Sanidad Ambiental[13]
- Máster Universitario en Acuicultura[14]

## Dirección de tesis
Ha dirigido 5 tesis de máster y codirigido dos tesis doctorales, una sobre los mejillones Bathymodiolus azoricus y otra sobre nanopartículas metálicas.

## Asociaciones
Amparo Torreblanca pertenece a:
La Sociedad Española de Proteómica desde su creación y fue presidenta del 9º Congreso Ibérico y 6º Iberoamericano de Contaminación y Toxicología Ambiental en 2013.

## Publicaciones
Amparo Torreblanca es coautora de más de 40 artículos científicos y tiene un promedio de más de 946 citas.
Estas son algunas de sus publicaciones más destacadas:
1. Small, T., Ochoa-Zapater, M.A., Gallello, G, Ribera,R. Romero, F.M., Torreblanca, A. Garcerá, M.A.: 2016. Gold-nanoparticles ingestion disrupts reproduction and development in the German cockroach. Science of The Total Environment.[18]
2. Solé, M., Varó, I., González-Mira, A., Torreblanca, A. 2015. Xenobiotic metabolism modulation after long-term temperature acclimation in juveniles of Solea senegalensis Marine Biology, 162 (2), pp. 401-412.[19]
3. Navarro,A; Sánchez-Fontela, J; Cordero, D: Faria, M; Peña, JB: Saavedra, C; Blázquez, M; Ruiz, O; Ureña, R; Torreblanca, A; Barata, C; Piña, B. 2013. Genetic and phenotypic differentiation of zebra mussel populations colonizing Spanish river basins. Ecotoxicology. volumen: 22 Número: 5 Páginas, inicial: 915 final: 928 Número de autores: 12 posición.[20]
4. Company, R.; Antúnez, O.; Bebianno, M.J.; Cajaraville, M.;Torreblanca, A. 2011. 2-D difference gel electrophoresis approach to assess protein expression profiles in Bathymodiolus azoricus from Mid-Atlantic Ridge hydrothermal vents. Journal of Proteomics. Volumen: 74, Páginas, inicial: 2909 final: 2919.[21]
5. Sarabia R.; Varó l.; Amat F.; Pastor A.; Del Ramo J.J.; Diaz-Mayans J.; Torreblanca A 2006. Comparative toxicokinetics of cadmium in Artemia. Archives of Environmental Contamination and Toxicology Volumen: 50 Número:1 Páginas, inicial: 111 final 120.[22]